# Красноярка (деревня, Кемеровская область)
Красноя́рка — деревня в Ленинск-Кузнецком районе Кемеровской области. Входит в состав Демьяновского сельского поселения.

## География
Деревня находится в центре района, в 5 км восточнее райцентра Ленинск-Кузнецкого, там же ближайшая железнодорожная станция. Расположено на обоих берегах реки Мерети (левом притоке Ини), ближайшие населённые пункты: сёла Новогеоргиевка в 5 км на север, Новопокровка в 5 км на восток и город Полысаево в 5 км на юг.
Центральная часть населённого пункта расположена на высоте 215 метров над уровнем моря.

## Население
По данным Всероссийской переписи населения 2010 года, в деревне Красноярка проживает 732 человека (359 мужчин, 373 женщины).

## Улицы
В посёлке 7 улиц и 8 переулков:
- ул. Виноградовская
- пер. Виноградовский
- ул. Воскресеновская
- ул. Восточная
- пер. Восточный
- ул. Кооперативная
- пер. Красноярский
- пер. Кузнецкий
- ул. Луговая
- пер. Набережный
- ул. Пионерская
- пер. Подгорновский
- пер. Соснинский
- ул. Центральная
- пер. Школьный